# آنوسیزاتو آندرفانا
آنوسیزاتو آندرفانا (به لاتین: Anosizato Andrefana) یک منطقهٔ مسکونی در ماداگاسکار است که در آنالامانگا واقع شده‌است. آنوسیزاتو آندرفانا ۴٫۲ کیلومتر مربع مساحت و ۲۶٬۱۰۷ نفر جمعیت دارد و ۱٬۳۱۰ متر بالاتر از سطح دریا واقع شده‌است.